# Мій Фінал
«Мій фінал» — це 40-хвилинний останній епізод 8-го сезону комедійного серіалу «Клініка». Спочатку транслювався як 18-й і 19-й епізоди 8-го сезону. Мав стати останнім для серіалу, однак шоу було продовжено на 9-й сезон. Але новий сезон зазнав багатьох змін, зокрема змінився акторський склад. Тому серія стала останньою, де головні герої з'являлись регулярно.

## Сюжет
Вранці свого останнього дня Джей Ді лежить у ліжку поруч з Елліот, коли згадує свій перший день у «Найсвятішому Серці» (перший епізод серіалу). Виявляється, що Елліот повільно й непомітно замінює речі Джей Ді на свої. У клініці Терк зустрічає Джей Ді велетенським прощальним банером, а також  вони роблять повного «турбо-обертового орла». На думку Джей Ді, прощання Терка занадто раннє і  зруйнує момент пізніше. Тому при зустрічі вони сильно обійматимуться. Тим часом у кав'ярні лікарні, Келсо каже Карлі і Теду, що хоче знову бути лікарем на пів ставки і білше не ошиватися у клініці. Хапаючі останній безплатний кекс, планує викрасти стіл у CoffeeBucks. 
Джей Ді полює на доктора Кокса, сподіваючись отримати щире прощання від свого наставника. Він знаходить доктора Кокса і дає йому домашню антологію всіх його образ з оцінками від 1 до 5, відовідно наскільки ті сильно ображають Доріана. Та це викликає тільки сміх Кокса, а не сум за Джей Ді. Далі він зіштовхується з прибиральником, який носить монету у вигляді намиста (саме вона і розпочала їхню ворожнечу). Прибиральник змушує Джей Ді визнати, що саме він підклав монетку у двері. Далі день стає ще гіршим. Доріан забуває хворобу та ім'я пацієнта, а його інша пацієнтка помирає від хвороби Гантінгтона. Він змушений сказати сину пацієнтки, той також міг успадкувати хворобу.